# 平田純一
平田 純一（ひらた じゅんいち、1950年 - ）は、日本の経済学者。立命館アジア太平洋大学国際経営学部教授・副学長兼教学部長。専門分野はマクロ経済学、経済統計学。

## 略歴
- 1973年 - 埼玉大学経済学部経済学科卒業
- 1975年 - 国際基督教大学大学院行政学研究科修士課程修了
- 1980年 -  ニューヨーク州立大学バッファロー校大学院経済学研究科博士課程修了。博士（経済学）（ニューヨーク州立大学バッファロー校）。
- 1980年 - 長岡技術科学大学工学部専任講師
- 1985年 - 長岡技術科学大学助教授
- 1988年 - 立命館大学経済学部助教授
- 1992年 - 立命館大学経済学部教授
- 2004年 - 立命館大学経済学部長
- 2010年 - 立命館アジア太平洋大学国際学部教授・副学長
- 2014年 - 立命館大学経済学部教授

## 著書
- 『ロータス1-2-3による経済・経営の情報処理』、平田純一・新海哲哉・豊原法彦、朝倉書店、1993年
- 『新版 Excelによる情報処理入門』、平田純一・豊原法彦・新海哲哉、朝倉書店、1998年
- 『経済学のエッセンス』、松川周二・平田純一、中央経済社、1999年
- 『経済系学部の情報処理入門』、山田彌・平田純一、学術図書出版社、2000年
- 『経済・経営系学部における情報リテラシー』、山田彌・松村勝弘・平田純一・玉井信吾、学術図書出版社、2003年

## 論文
- 「昭和50年代以降の貨幣需要関数　－四半期データによる実証分析」、『立命館経済学』、37(3)号、281-329頁、1988年
- 「為替レート決定における相対価格水準の影響」、『立命館経済学』、38(1)号、34-55頁、1989年
- 「貨幣需要関数の安定性　－昭和40年代と50年代との対比を中心に」、『立命館経済学』、38(4/5)号、548-600頁、1989年
- 「流動性選好は危険回避のためか　―３資産モデルによる分析」、『立命館経済学』、39(2)号、189-215頁、1990年
- 「大学の経済的波及効果に関する調査」（新井健・坂野光俊・平田純一）、『立命館地域研究』、1号、139-155頁、1991年
- 「日本の消費関数　－1955年以降の暦年データによる分析」、『立命館経済学』、43(1)号、23-48頁、1994年
- 「日本の消費関数　－1955年以降の四半期データを中心とした分析」、『立命館経済学』、43(2)号、78-109頁、1994年
- 「日本における戦後の経済発展とマクロ経済政策」、『立命館経済学』、43(3)号、162-186頁、1994年
- 「第Ⅱ部 『大学の経済的波及効果の計量的分析』 平成3-4年度調査の概要  第2章 京都市経済の概況」、『立命館地域研究』、4/5号、111-126頁、1996年
- 「第Ⅱ部 『大学の経済的波及効果の計量的分析』 平成3-4年度調査の概要  補論 京都市の経済構造  製造業部門の周辺地域との比較を中心に」、『立命館地域研究』、4/5号、 249-273頁, 1996年
- 「戦後日本の産業構造変化」、『立命館経済学』、47(5)号、761-784頁、1998年
- 「教育補助と経済成長の逆説的相関」（呉湘華・四谷晃一・平田純一）、『立命館経済学』、48(6)、1020-1039頁, 2000年
- 「都道府県別・政令指定都市別小売商業動向  -1985年以降の商業統計データによる分析」、『社会システム研究』、5号、1-30頁, 2002年
- 「数学学習と大学教育・所得・昇進」（浦坂純子・西村和雄・平田純一）、『日本経済研究』、46号、日本経済研究センター、2002年
- 「データを用いた経済分析への誘い　－NEEDSデータ・ベースとEViewsの利用法」、『立命館経済学』、52号、49-95頁、2003年
- 「データを用いた経済分析への誘い　－RATSによる回帰分析」、『立命館経済学』、52号、102-145頁、2003年
- 「人的資本蓄積における世代間効果の分析」（浦坂純子・西村和雄・平田純一・八木匡）、『大学論集』、34号、149-160頁, 2004年
- 「高度経済成長　－日本の経験と中国経済の今後」、『立命館経済学』、54(3)号、600-634頁、2005年
- 「少子・高齢化に伴う日本経済の課題」、『立命館経済学』、54(5)号、998-1021頁、2006年
- 「1970年以降における日本の貿易構造変化  -地域別・品目別の検討」、『經濟學論纂』、46(1/2)、107-128頁, 2006年
- 「日本における1970年以降の貿易構造変化と輸入関数の推定  -予備的分析」、『社会システム研究』、12号、45-73頁、2006年
- 「日本の貿易構造を考えるために -貿易データの取得と基本的な動向」、『立命館経済学』 [55](-)、56-80頁、2006年
- 「数学学習と所得」（西村和雄・平田純一・八木匡）、『数学文化』、7号、12-20頁、2006年
- 「企業が求める人材と教育に関する実態調査」（西村和雄・浦坂純子・平田純一・八木匡）、『大学論集』、38号、239-255頁、2007年
- 「企業による学力評価から見た人材確保と教育政策  -日本の中小企業調査から見えるもの」（西村和雄・浦坂純子・平田純一・八木匡）、『大学論集』、39号、145-162頁、2008年
- 「大学院留学生の入学前プログラムの開発 -現状と課題」、『立命館高等教育研究』、(8)、77-91頁、2008年
- 「ゆとり教育政策による格差拡大効果と企業による雇用可能性」（浦坂純子・西村和雄・平田純一）、『クオリティ・エデュケーション』、 1号、19-27頁、2008年
- Current inflation in Vietnam and some suggestions for monetary policy , Kim Nguyen Thu , Hirata Junichi , social system study , No.17 , p.1-20 , 2008
- 「経済学における分析方法に関する一考察  -報告論文へのコメントと感想」、『社会システム研究』、18号、57-68頁、2009年
- Foreign direct investment and the export-oriented industrialization in Vietnam , Kim Nguyen Thu , Hirata Junichi , Ritsumeikan economic review , No.57(5/6) , P.16-37 , 2009
- 「日本の貿易構造を考えるために (改定)  -貿易データの取得と基本的な動向」、『立命館經濟學』、2009(5)、55-81頁、2009年
- Evaluations of the exchange rate arrangement in Vietnam , Kim Nguyen Thu , Hirata Junichi , Ritsumeikan economic review , No.58(4) , p.585-602 , 2009
- 「数学教育と人的資本蓄積 -日本における実証分析」（浦坂純子・西村和雄・平田純一）、『クオリティ・エデュケーション』、3号、1-14頁、2010年
- 「日本経済の今後を考える上で　－1980年以降の推移と現状の評価」、『社会システム研究』、22号、185-199頁、2011年
- 「高等学校における理科学習が就業に及ぼす影響　－大卒就業者の所得データが示す証左」（浦坂純子・西村和雄・平田純一・八木匡）、『評論・社会科学』、99号、1-14頁、2012年
- 「パネルデータに基づく理系出身者と文系出身者の年収比較」（浦坂純子・西村和雄・平田純一）、『クオリティー・エデュケーション』（国際教育学会機関誌）、4号、1-9頁、2012年
- 「理数系科目の学習に対する労働市場の評価」（西村和雄・平田純一・八木匡・浦坂純子）、『大学論集』、44号、147-162頁、2013年
- 「大学入試制度の多様化に関する比較分析  -労働市場における評価」（浦坂純子・西村和雄・平田純一）、『クオリティ・エデュケーション』、5号、1-11頁、2013年
- 「基本的モラルと社会的成功」（西村和雄・平田純一・浦坂純子）、『クオリティ・エデュケーション』、6号、1-25頁、2014年